# Erlend Bjøntegaard
Erlend Bjøntegaard (født 30. juli 1990 i Kongsberg) er en norsk skiskytte. Han er søn af skiskytte Sigvart Bjøntegaard.